# دونده (فیلم ۲۰۱۵)
دونده (به انگلیسی: The Runner) یک فیلم تریلر سیاسی آمریکایی به نویسندگی و کارگردانی آستین استارک است. در این فیلم بازیگرانی همچون نیکلاس کیج، کانی نیلسن، پیتر فوندا و سارا پلسون ایفای نقش می‌کنند. دونده توسط شرکت مستقل آلکمی به صورت اکران محدود در ۷ اوت ۲۰۱۵، در ایالات متحده به نمایش درآمد.